# Aïn Sandel
Ain Sandel là một đô thị thuộc tỉnh Guelma, Algérie. Dân số thời điểm năm 2002 là 5.083 người.